# Ochradenus aucheri subsp. ochradenii
Ochradenus aucheri subsp. ochradenii là một loài thực vật có hoa trong họ Resedaceae. Loài này được (Boiss.) A.G.Mill. mô tả khoa học đầu tiên năm 1984.